# UC Sampdoria
Unione Calcio Sampdoria – włoski klub piłkarski z siedzibą w Genui, występujący w rozgrywkach Serie B.

## Historia
Został założony 1 sierpnia 1946 roku w wyniku fuzji dwóch istniejących już drużyn, których korzenie sięgają 1890 roku – Sampierdarenese oraz Andrea Doria. W wyniku połączenia nazw obu zespołów wzięła się też obecna nazwa klubu. Drużyna nosi przydomek "Blucerchiati" symbolizujący barwy zespołu.
Sampdoria od razu po powstaniu została zgłoszona do rywalizacji o mistrzostwo Włoch. W swoim pierwszym oficjalnym meczu przegrała 1:3 z Romą, a autorem pierwszego gola dla Sampdorii został Adriano Bassetto. Ligowe rozgrywki drużyna prowadzona wówczas przez Giuseppe Galluzziego zakończyła na dziesiątej pozycji. Klub domowe spotkania rozgrywa na Stadio Luigi Ferraris, który dzieli z innym zespołem z Genui – Genoa CFC. Pojedynki pomiędzy tymi dwoma klubami noszą nazwę "Derby di Genova".
Największe sukcesy "Blucerchiati" odnosili na przełomie lat 80. i 90. XX wieku. Sampdoria zdobyła wówczas między innymi Puchar Zdobywców Pucharów, mistrzostwo Włoch oraz cztery razy wywalczyła Puchar Włoch. Oprócz tego dotarła do finału Ligi Mistrzów, w którym przegrała po dogrywce 1:0 z Barceloną.
Pierwszym zawodnikiem Sampdorii który zadebiutował w reprezentacji Włoch był Giuseppe Baldini. 8 czerwca 1958 roku wystąpił w towarzyskim spotkaniu z Portugalią, który zakończył się zwycięstwem Włochów 4:1. Najwięcej meczów w barwach Sampdorii rozegrał Roberto Mancini, który w latach 1982–1997 wystąpił w 424 oficjalnych pojedynkach. Jest on również rekordzistą jeśli chodzi o liczbę strzelonych goli dla włoskiego klubu, bowiem ma na koncie 132 trafienia.
W 2011 roku zespół zajął 18.miejsce w lidze i spadł do Serie B. W 2012 roku drużyna Giuseppe Iachiniego po zajęciu 6. miejsca w tabeli, w finale barażów Serie B Sampdoria dwa razy pokonała Varese (3:2, 1:0) i w kolejnym sezonie będzie ponownie grać w najwyższej klasie rozgrywkowej we Włoszech. W lipcu 2012 trenerem Sampdorii został Ciro Ferrara. Po 16 kolejkach Ciro Ferrare na stanowisku trenera zastąpił Delio Rossi. 13 listopada 2013 został zwolniony ze stanowiska trenera.

## Sukcesy

### Trofea krajowe
| \| \| Zdobyte trofea w rozgrywkach Włoch (stan na: 24-03-2021) \| |                                                          |      |                        |
| Rozgrywki                                                         | Osiągnięcie                                              | Razy | Sezon(y)               |
| · Mistrzostwo                                                     | I miejsce                                                | 1    | 1991                   |
| · Mistrzostwo                                                     | II miejsce                                               |      |                        |
| · Mistrzostwo                                                     | III miejsce                                              |      |                        |
| · Puchar                                                          | zdobywca                                                 | 4    | 1985, 1988, 1989, 1994 |
| · Puchar                                                          | finalista                                                |      |                        |
| · Superpuchar                                                     | zdobywca                                                 | 1    | 1991                   |
| · Superpuchar                                                     | finalista                                                |      |                        |
| Włochy                                                            | Zdobyte trofea w rozgrywkach Włoch (stan na: 24-03-2021) |      |                        |

### Trofea międzynarodowe
- Puchar Zdobywców Pucharów: 1990
- finalista Pucharu Zdobywców Pucharów: 1989
- finalista Pucharu Europy: 1992
- Zdobywca trofeum Joan gamper: 2012

## Sztab szkoleniowy
| Funkcja             | Imię i nazwisko  |
| ------------------- | ---------------- |
| Trener              | Roberto D'Aversa |
| Asystent            | Andrea Tarozzi   |
| Trener bramkarzy    | Fabrizio Lorieri |
| Dyrektor sportowy   | Carlo Osti       |
| Dyrektor techniczny | Angelo Palombo   |
| Właściciel          | Massimo Ferrero  |

## Obecny skład
Stan na 2 września 2022
| Nr | Poz. | Piłkarz                                       |
| -- | ---- | --------------------------------------------- |
| 1  | BR   | Emil Audero                                   |
| 2  | OB   | Bruno Amione (wypożyczony z Hellas Verona)    |
| 3  | OB   | Tommaso Augello                               |
| 4  | PO   | Gonzalo Villar (wypożyczony z Roma)           |
| 7  | PO   | Filip Đuričić                                 |
| 8  | PO   | Tomás Rincón                                  |
| 9  | NA   | Manuel De Luca                                |
| 10 | NA   | Francesco Caputo                              |
| 11 | PO   | Abdelhamid Sabiri                             |
| 13 | OB   | Andrea Conti                                  |
| 14 | PO   | Ronaldo Vieira                                |
| 15 | OB   | Omar Colley                                   |
| 18 | NA   | Ignacio Pussetto (wypożyczony z Watford)      |
| 19 | PO   | Telasco Segovia                               |
| 20 | PO   | Harry Winks (wypożyczony z Tottenham Hotspur) |

| Nr | Poz. | Piłkarz                               |
| -- | ---- | ------------------------------------- |
| 21 | OB   | Jeison Murillo                        |
| 22 | BR   | Nikita Contini (wypożyczony z Napoli) |
| 23 | NA   | Manolo Gabbiadini                     |
| 24 | OB   | Bartosz Bereszyński (wicekapitan)     |
| 25 | OB   | Alex Ferrari                          |
| 27 | NA   | Fabio Quagliarella (kapitan)          |
| 28 | PO   | Gerard Yepes                          |
| 29 | OB   | Nicola Murru                          |
| 30 | BR   | Nicola Ravaglia                       |
| 31 | PO   | Lorenzo Malagrida                     |
| 32 | BR   | Elia Tantalocchi                      |
| 33 | OB   | Lorenzo Villa                         |
| 34 | NA   | Daniele Montevago                     |
| 37 | PO   | Mehdi Léris                           |
| 70 | PO   | Simone Trimboli                       |

### Piłkarze na wypożyczeniu
| Nr | Poz. | Piłkarz                                            |
| -- | ---- | -------------------------------------------------- |
|    | BR   | Wladimiro Falcone (w Lecce do 30 czerwca 2023)     |
|    | OB   | Fabio Depaoli (w Hellas Verona do 30 czerwca 2023) |
|    | PO   | Maxime Leverbe (w Benevento do 30 czerwca 2023)    |
|    | OB   | Leonardo Benedetti (w SSC Bari do 30 czerwca 2023) |
|    | OB   | Lorenzo Campaner (w Prwo do 30 czerwca 2023)       |
|    | OB   | Julian Chabot (w 1. FC Köln do 30 czerwca 2023)    |
|    | OB   | Emanuel Ercolano (w Turris do 30 czerwca 2023)     |
|    | OB   | Simone Giordano (w Ascoli do 30 czerwca 2023)      |
|    | OB   | Kaique Rocha (w Internacional do 30 czerwca 2023)  |
|    | OB   | Marco Somma (w Pontedera do 30 czerwca 2023)       |

| Nr | Poz. | Piłkarz                                             |
| -- | ---- | --------------------------------------------------- |
|    | PO   | Kristoffer Askildsen (w Lecce do 30 czerwca 2023)   |
|    | PO   | Marco Delle Monache (w Pescara do 30 czerwca 2023)  |
|    | PO   | Antonio Metlika (w Sangiuliano do 30 czerwca 2023)  |
|    | PO   | Antonio Candreva (w Salernitana do 30 czerwca 2023) |
|    | NA   | Felice D'Amico (w Pro Sesto do 30 czerwca 2023)     |
|    | NA   | Erik Gerbi (w Pro Sesto do 30 czerwca 2023)         |
|    | NA   | Antonino La Gumina (w Benevento do 30 czerwca 2023) |
|    | NA   | Mwteo Stoppa (w Palermo do 30 czerwca 2023)         |
|    | NA   | Ernesto Torregrossa (w Pisa do 30 czerwca 2023)     |